# بخش پونترلیه
بخش پونترلیه (به فرانسوی: Arrondissement de Pontarlier) یک بخش در فرانسه است که در دو واقع شده‌است.